# 水車髷
水車髷（すいしゃまげ）は、明治ごろに主に京阪地方の少女や若い女性に結われた髪型。
名前の由来は、髪飾りの笄や「橋の毛」を水車に見立てて呼んだことから。
島田髷の系統で結綿の派生の一つ。

## 特徴
潰し島田の派生の中でも、最も凝った結い方をするものの一つ。
潰し島田の髷に笄を挿して手絡を掛け、油付けで髷に橋をかけるもの。
同じく結綿の派生であるおしどりと形が似るため混同されることも多いが、水車髷は髷に垂直に挿された笄によって判別できる。